# Borový potok
Der Borový potok (deutsch Kienseifen) ist ein rechter Nebenfluss der Bělá in Tschechien.

## Verlauf
Der Borový potok entspringt am Sattel zwischen der Děrná (1099 m) und dem Zaječí skok (1077 m) im Altvatergebirge. Auf seinem nach Nordwesten führenden Lauf bildet der Bach östlich der Zaječí hora (Hoher Urlich, 1011 m) einen tiefen Grund, in dem die Hütte "Spálená chata" liegt. Östlich von Dolní Domašov fließt der Bach vorbei an der Seifert-Kapelle in das Tal der Bělá. Im Ortsteil Dolní Domašov der Gemeinde Bělá pod Pradědem mündet der Borový potok nach 5,3 Kilometern gegenüber der Einmündung des Keprnický potok (Vitseifen) in die Bělá.